# Sainte-Scolasse-sur-Sarthe
Sainte-Scolasse-sur-Sarthe là một xã trong tỉnh Orne, vùng Normandie tây bắc nước Pháp. Xã Sainte-Scolasse-sur-Sarthe nằm ở khu vực có độ cao trung bình 183 mét trên mực nước biển.